# Христо Гюлеметов – Бонбона
 Тази статия е за революционера.  За политика и историк вижте Христо Гюлеметов – Чибис.  
Христо Христов Гюлеметов, известен като Бонбона, е деец на Българската комунистическа партия.

## Биография
Роден е в 1899 година в Брацигово. Родът му произхожда от костурското село Омотско. По професия е адвокат. От 1918 година е член на БКП, а след 1923 година става член на Пловдивския военнореволюционен комитет. През 1924 година става член на военната комисия на БКП. Христо Гюлеметов умира при въоръжен сблъсък с полицията в същата 1924 година.